# František Galan
František Galan (* 31. Mai 1908 in Viničné; † 10. April 1945 in Mauthausen) war ein slowakischer Jurist, Theologe und Politiker der Hlinka-Partei. Im Slowakischen Staat war er kurzzeitig für zwei Monate, von 21 Mai bis 29. Juli 1940, Oberbefehlshaber der Hlinka-Garde. Wegen seiner Unterstützung des Slowakischen Nationalaufstands wurde er 1945 von der Gestapo festgenommen, ins Konzentrationslager Mauthausen überstellt und dort noch vor Kriegsende hingerichtet.

## Leben
Galan besuchte das Gymnasium in Bratislava und studierte an der Juristischen Fakultät der Comenius-Universität Bratislava und in Brünn. Daneben studierte er auch noch Theologie in Bratislava und Trnava. Von 1931 bis 1933 war er Vorsitzender der Zentrale slowakischer katholischer Studentenschaft (slowakisch: Ústredie slovenského katolickeho študentstva).
1933 war er einer der Organisatoren der Pribina-Feierlichkeiten, weswegen er vom akademischen Senat vom Studium sämtlicher Fakultäten der Comenius-Universität Bratislava ausgeschlossen wurde. Ab 1939 arbeitete Galan als Mitarbeiter Jozef Kirschbaums beim Generalsekretariat der Slowakischen Volkspartei.
Nachdem ihn Staatspräsident Jozef Tiso am 21. Mai 1940 zum neuen Oberbefehlshaber der Hlinka-Garde ernannt hatte, ging Galan unverzüglich gegen die pronazistischen Radikalen innerhalb der Garde vor. So wurde am 24. Juni 1940 die vom faschistischen Ministerpräsidenten Vojtech Tuka als persönliche Machtgehilfin innerhalb der Hlinka-Garde reorganisierte Rodobrana aufgelöst, und die Stellung der staatlichen Polizeiorgane der Zentralstelle der Staatlichen Sicherheit (slowakisch: Ústredňa štátnej bezpečnosti, kurz ÚŠB) gegenüber der Garde ausgebaut. Weiters verfügte Galan umgehend eine direkte Unterstellung der Hlinka-Garde unter die Parteiorgane der Ludaken. Alle möglichen Eingriffe der Hlinka-Garde in den Staatsapparat wurden untersagt.
Die führenden pronazistischen Radikalen der Hlinka-Garde wie Otomar Kubala werteten die Periode von Galans Führung als Oberbefehlshaber als einen ihrer größten Rückschläge. In späteren Analysen zur Entwicklung der Hlinka-Garde äußerten sich radikale Gardisten wie folgend:

„Neuer Oberbefehlshaber wurde der ehemalige Theologe Dr. Galan und sein Stellvertreter der für seine Korruption bekannte Abgeordnete Horák aus Vajnor […] Fast alle alten Beschäftigten der HG wurden entlassen und es wurden nach den Vorschlägen Dr. Tisos und Kirschbaums neue eingesetzt […] Um die 200 Pioniere des Hitlerismus in der Slowakei wurden in dieser Zeit festgenommen, die Rodobrana wurde aufgelöst und jeder alte Autonomist, besonders, wenn bekannt war, dass er zu den Freunden des Nationalsozialismus gehörte, wurde rücksichtslos und existenziell geschädigt.“

Infolge des Salzburger Diktats musste Galan am 29. Juli 1940 den Posten des Oberbefehlshabers der Hlinka-Garde wieder an den Faschisten Alexander Mach abtreten.
Nach seiner Abberufung als Oberbefehlshaber der Hlinka-Garde wurde Galan Inspekteur der Hlinka-Garde auf Gespansebene und erhielt neben der Funktion des Stellvertretenden Vorsitzenden der Getreide Gesellschaft (slowakisch: Obilná spoločnosť) von Ján Klinovský auch eine Stellung im Höchsten Amt für die Versorgung (slowakisch: Najvyší úrad pre zásobovanie, kurz NÚZ). Im September 1944 wurde er auch Vorsitzender des NÚZ. In diesen Funktionen gelang es Galan, zur Begünstigung des Slowakischen Nationalaufstands eine große Menge an Material und Lebensmittel nach Banská Bystrica zu verschieben, was ihm zum Verhängnis wurde.
Im Frühjahr 1945 wurde er von der Gestapo festgenommen und ins KZ Mauthausen überstellt, wo er laut Quellen der KZ-Gedenkstätte Mauthausen am 10. April 1945 hingerichtet wurde.

## Sonstiges
František Galans Tochter Elena Galanová machte im slowakischen Fernsehen der sozialistischen Tschechoslowakei Karriere.